# Marlyse Haessig
Marlyse Haessig, née le 2 février 1933 à Strasbourg, est une joueuse française de basket-ball.

## Biographie
Marlyse Haessig entre en 1949 au Strasbourg Étudiants Club où elle pratique d'abord l'athlétisme ; elle est sacrée championne de France junior du lancer du javelot en 1951. Elle se lance ensuite dans le basket-ball rejoignant l'équipe senior du Strasbourg EC. Elle rejoint l'équipe de France féminine de basket-ball en 1952. 

## Palmarès

### Sélection nationale
Championnat d'Europe
- 6e du Championnat d'Europe 1954 en Yougoslavie
- 7e du Championnat d'Europe 1952 en URSS

Autres
- Début en Équipe de France le 20 mars 1952 à Paris contre l'Équipe des Pays-Bas
- Dernière sélection le 12 juin 1954 à Belgrade contre l'Équipe de Yougoslavie[2].